# Slavko Miletić
Slavko Miletić (Gradišće kraj Zenice, 26. kolovoza 1926. - Vodice, 18. veljače 2010.) bio je hrvatski revolucionar. Optužen je za pokušaj atentata na Josipa Broza Tita.
Miletić se cijelog života borio za slobodu hrvatskoga naroda. Živio je i vjerovao u ideale ujedinjene, slobodne države Hrvatske u svojim povijesnim granicama, omeđena rijekama i Jadranskim morem, jedinstvo hrvatskoga naroda, neovisno o vjerskoj pripadnosti i nazorima.
10. travnja 1953. godine postaje utemeljitelj tajne domoljubne organizacije Hrvatski oslobodilački pokret (HOP; napomena HOP koji je osnovao gospodin Miletić sa suradnicima osnovan je tri godine prije istoimene organizacije koja je osnovana u Argentini 8. lipnja 1956. )
Godine 1958. Slavko i njegovi suborci postaju žrtvama izdaje određenih osoba. Biva uhićen, a jugoslavenske vlasti i policija priređuju mu neviđena mučenja, tražeći da prizna pripremanje atentata na Tita, ali on nepokolebljivo ništa ne priznaje.
Zbog pokušaja atentata na Tita Okružni sud u Zenici izrekao mu je kaznu od 20 godina strogoga zatvora, a posebno je još osuđen na godinu i pol stroge izolacije, što je izdržao u samici. Robijao je više od jedanaest godina, od 1958. do 1969. godine u zeničkom zatvoru, jednom od najgorih mučilišta komunističke Jugoslavije. Za Hrvatsku se borio i u zatvoru, na robijaški način. Zbog toga je čak većinu svoje robije proveo u samici s okovima na nogama, trpeći svakodnevna ponižavanja i batinanja. Ukupno je 7 godina i 53 dana proveo u strogoj izolaciji, u po zlu čuvenoj staklari, i u njoj još zloglasnijoj isusovači, mučilištu iz kojeg mnogi osuđenici nisu izišli živi.
1962. je godine Rankovićev policijski režim pomilovao dio robijaša, no ne i Slavka Miletića, Tomislava Vidovića, Andriju Radoša, Antu Bakovića i Vinka Vicu Ostojića. 
Domovinski rat dočekao je u starijoj dobi. I kao robijaš izmučen dugogodišnjom robijom, uključio se u obranu Hrvatske i Bosne i Hercegovine. No njegovo vjerovanje u jedinstvo hrvatskoga naroda, neovisno o vjerskoj pripadnosti pokazalo se kao iluzija. Ponovo je uhićen i prebijan u zeničkome zatvoru, što je pridonijelo njegovoj bržoj smrti. Njegov duh se ni onda nije dao slomiti. Stalno se je želio viđati sa svojim robijašima.
Početkom 1990. Slavko je jedan od utemeljitelja zeničkog HDZ-a, a bio je prvi predsjednik i utemeljitelj Hrvatskog društva političkih zatvorenika u Zenici. Kao dragovoljac Domovinskog rata zaslužio je vojni čin satnika u Hrvatskoj vojsci. Sa svojom obitelji Slavko u ratu 1993. godine doživljava teška stradanja i progon od strane ekstremista u muslimanskim redovima, biva mučen u zloglasnoj "Muzičkoj školi". Prisiljen je napustiti svoj dom i rodni zavičaj u Bosni i boriti se za preživljavanje u izbjeglištu. O čitavom svom stradanju, a posebno u vremenu komunizma, Slavko je objavio knjigu pod nazivom "Za dostojanstvo i slobodu".
Slavko Miletić je bio i doživotni počasni predsjednik HVIDR-e Zenica, a dodijeljena su mu i mnogobrojna druga priznanja i zahvalnice.